# دويئرة
الدُوَيْئِرَة هي نوع من العمرات تشبه الديادم أو التويج.  تُستخدم كلمة "الدويئرة" أيضاً للإشارة إلى قاعدة التاج أو التويج.

## طالع المزيد
- تاج مرصع